# Pandinus gambiensis
Espèce
Synonymes
- Pandinus imperator gambiensis Pocock, 1890

Pandinus gambiensis est une espèce de scorpions de la famille des Scorpionidae.

## Distribution
Cette espèce se rencontre en Gambie, au Sénégal, en Guinée-Bissau, dans le Nord de la Guinée et au Mali vers Loulo.

## Description
L'holotype mesure 155 mm.
Pandinus gambiensis mesure de 130 à 200 mm. .

## Systématique et taxinomie
Cette espèce a été décrite sous le protonyme Pandinus imperator gambiensis par Pocock en 1899. Elle est élevée au rang d'espèce par Vachon en 1967.

## Étymologie
Son nom d'espèce, composé de gambi[a] et du suffixe latin -ensis, « qui vit dans, qui habite », lui a été donné en référence au lieu de sa découverte, la Gambie.

## Publication originale
- Pocock, 1899 : « On the scorpions, pedipalps and spiders from tropical West-Africa, represented in the collection of the British Museum. » Proceedings of the Zoological Society of London, vol. 1899, p. 833-885 (texte intégral).